# 京都大学アメフト部レイプ事件
京都大学アメフト部レイプ事件（きょうとだいがくアメフトぶレイプじけん）は、2005年（平成17年）12月に京都大学のアメリカンフットボール部（京都大学ギャングスターズ）の男性部員3人が酒に酔った女性2人に対し集団強姦を行った性犯罪事件である。
加害学生3人は集団準強姦罪で逮捕・起訴され、1人は懲役4年6月の実刑判決、2人はそれぞれ懲役3年・執行猶予5年、懲役2年6月・執行猶予5年の有罪判決が確定した。京都大学は加害学生を放学処分とし、ギャングスターズはその年の春の競技会の出場を辞退した。

## 事件の経緯
2005年（平成17年）12月23日、京都大学のアメリカンフットボール部員3人（甲・乙・丙）と被害者の女子学生2人（A・B）が「鍋パーティー」と称して京都市左京区の丙が住むマンションの一室で会食。3人は焼酎などを一気飲みさせる「焼酎ルーレット」で酩酊状態となったAを「みんなでやったらええやん」と、乙・丙がわいせつな行為をし、甲が性的暴行を加えた。さらに甲はBに対しても暴行をし、負傷させた。犯行後、3人は女子学生2人が刑事告訴を考えていることに気付いたため、「不利なことを言ったら追い込まれるから、余計なことは言わないように」と口裏合わせをした。
3人は逮捕容疑について「合意の上」と否認した。また、彼らは以前にも女子学生と「鍋パーティー」を開催して、同様の行為を繰り返していた。彼らはアルコール度数の高い焼酎やウォッカなどを飲ませており、被害者は2人とも急性アルコール中毒に近い状態だったと見られる。
2006年（平成18年）1月26日、被害女性2人の刑事告訴を受けて京都府警察刑事部捜査第一課と川端警察署は甲（当時23歳）、乙（当時22歳）、丙（当時22歳）をAに対する集団準強姦容疑で逮捕した。
2006年（平成18年）2月16日、京都地検は甲をAに対する集団準強姦罪およびBに対する準強姦罪、乙・丙をAに対する集団準強姦罪で起訴した。

## 関係者の処分
2006年3月23日、京都大学は「学生の身分を剥奪するに値する」として甲・乙・丙の3人を放学処分にした。なお、京都大学ギャングスターズは春季の対外試合を辞退したが、秋季のリーグ戦には出場した。

## 刑事裁判

### 第一審・京都地裁
2006年4月13日、京都地裁（氷室眞裁判長）で初公判が開かれ、罪状認否で甲・乙・丙の3人は起訴事実を認めた。
冒頭陳述で検察側は被告人甲がA・Bに対して性的暴行を加えた後、乙・丙に犯行を持ちかけて「暗黙の了解」で共謀したと述べた。一方、弁護側は「計画的な犯行ではなく、それぞれ反省している」として計画性を否定した上で情状酌量を求めた。
2006年8月28日、論告求刑公判が開かれ、裁判長より「重い刑を求める」旨の被害者の意見陳述書が読み上げられた上で検察側は「性的欲望を満たすため、被害者の人格や人権を無視した卑劣極まりない悪質な犯行」として甲に懲役8年、乙に懲役5年、丙に懲役4年を求刑した。同日の最終弁論で弁護側は3人が放学処分になっていることから情状酌量を求めて結審した。
2006年9月26日、京都地裁（氷室眞裁判長）で判決公判が開かれ、裁判長は「自己の性的欲求を満たすために犯行に及んだもので、女性に与えた心身両面にわたる被害は甚大」として甲に懲役5年6月の実刑判決、乙・丙にそれぞれ懲役3年・執行猶予5年、懲役2年6月・執行猶予5年の有罪判決を言い渡した。
裁判長は乙・丙に対し「自己の性的欲求を満たすための犯行」と非難し、甲に対し「（他の2人に比して）その刑事責任は格段に重い」と3年を超える実刑にした理由を説明した。その一方で「鍋パーティーを計画した時点では犯行の意図はなかった」と計画性を否定し「3人とも放校されたうえ就職の内定を取り消され、大きな社会的制裁を受けている」と指摘した。
判決言い渡し後、裁判長は3人に対し「ゼロからの再出発。今後、充実した人生を送るようにしてください」と説諭した。
乙・丙は控訴しなかったため、控訴期限を迎えた10月11日午前0時をもって有罪判決が確定した。一方、甲は判決を不服として大阪高裁に控訴した。

### 控訴審・大阪高裁
2007年7月18日、大阪高裁（島敏男裁判長）は「女性の人格を無視した自分勝手で悪質な犯行だが、泥酔していた被害女性らの言動が被告らの犯行を誘発したことも否定できない」として原判決を破棄し、甲に懲役4年6月の実刑判決を言い渡した。

### 上告審・最高裁第三小法廷
2007年11月12日、最高裁第三小法廷（近藤崇晴裁判長）は甲の上告を棄却する決定を出したため、懲役4年6月とした二審・大阪高裁の判決が確定した。